# A birodalom kormányzásáról

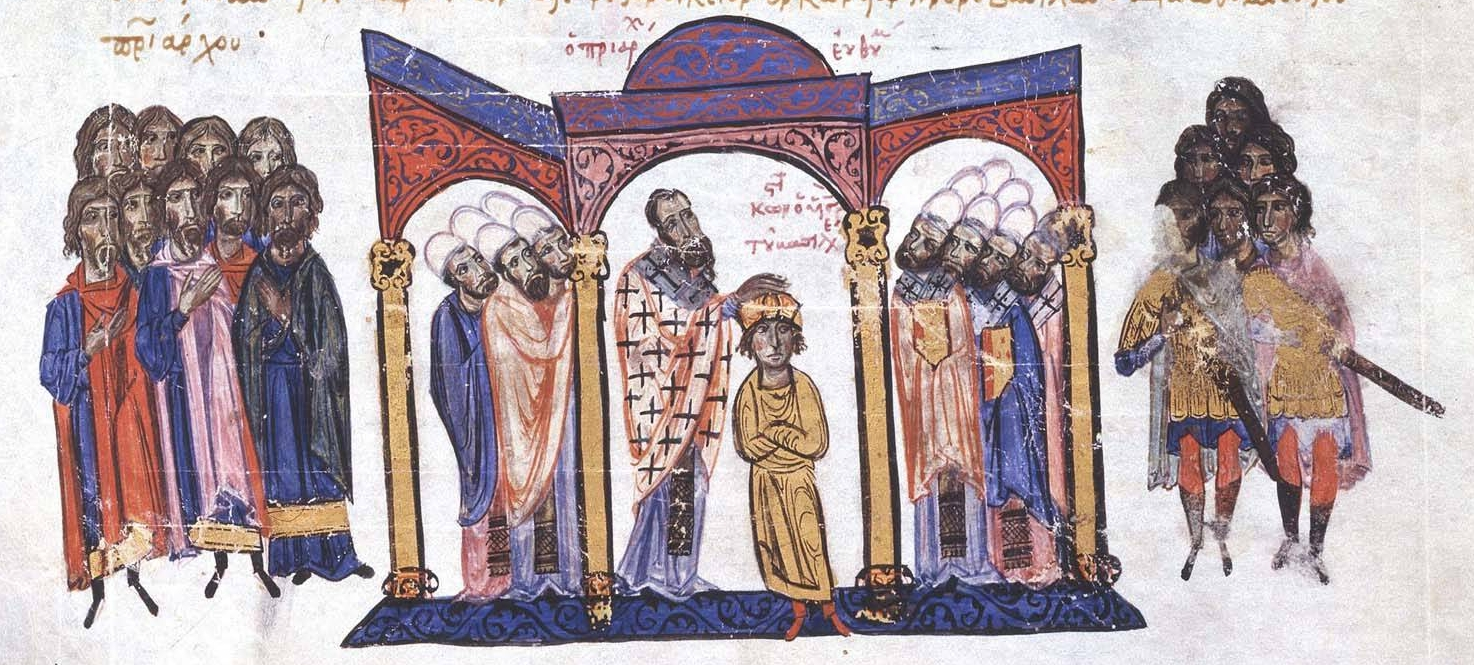
Bíborbanszületett Konstantin megkoronázása, Bibliotheca Nationalis Hispanica (illusztráció a Szkülitzész-krónikából)

A birodalom kormányzásáról (latinul: De administrando imperio, népszerű rövidítése: DAI, eredeti címe: Fiamnak, Rómanosznak, görögül: Πρὸς τὸν ἴδιον υἱὸν Ρωμανόν) Bíborbanszületett Kónsztantinosz bizánci császár államelméleti műve, melyet fiának, a későbbi II. Rómanosz császárnak címzett és a korabeli Kelet-Közép-Európa és így a magyar őstörténet egyik legfontosabb történeti forrása. Ma is használatos címét az utókortól kapta a mű.

## A mű szemlélete
A könyv a császár munkatársainak és írnokainak munkája a tizenéves Rómanosz számára, elkészítését minden bizonnyal maga a császár felügyelte, segítette. Célja, hogy a trónörökös olyan tájékoztatást kapjon, hogy megfelelően felkészülve tudja majd az államot igazgatni – innen ered a mű címe is, amely – nevével ellentétben nem elsősorban a belpolitikára koncentrál. Négy fő téma köré épül:
- Milyen a viszony az egyes idegen népek és a bizánci birodalom között, és hogyan lehet azokat egymás ellen kijátszani.
- Milyen követelésekkel lépnek fel az egyes idegen népek a birodalommal szemben és ezeket hogyan lehet elhárítani.
- Az egyes népek és országok nép- és földrajzi ismertetése
- A római birodalom belső változásai

A mű a benne felsorolt népekre (besenyők, grúzok, kazárok, bolgárok, egyéb szlávok) nézve nélkülözhetetlen forrás. A magyarokra vonatkozó információkat a 948-ban Konstantinápolyban járt, Bulcsú harka vezette magyar küldöttségtől szerezte. A magyar vonatkozású információkat a császár egy magyar vagy kabar informátortól szláv tolmácson keresztül nyerte.
A mű – melyet Moravcsik Gyula egyenesen patchworknek, azaz részekből összefércelt munkának nevez az utószóban – több, egymástól elkülönült, 948/949 és 951/952 között írott rész összegyűjtéséből és egy kötetbe foglalásából keletkezett. A kompilátor – valószínűleg a császár – az egyes részeket nem egyeztette, emiatt olykor ellentmondások vannak a szövegrészek között, helyenként pedig tárgyi tévedések is előfordulnak.

## Részletek a műből

### A türkökről
A türkök népe régen Kazáriához közel szerzett magának lakóhelyet, azon a helyen, melyet első vajdájuk nevéről Levediának neveznek, amely vajdát tulajdonnevén Levedinek , méltóságánál fogva pedig, miként az utána való többit is, vajdának hívták ... A türkök hét törzsből állottak, de sem saját, sem idegen fejedelem felettük soha nem volt, hanem valamiféle vajdák voltak közöttük, akik közül az első vajda volt az előbb említett Levedi. Együtt laktak a kazárokkal három esztendeig, s minden háborújukban együtt harcoltak a kazárokkal. Kazária fejedelme a Kagán, vitézségükért és szövetségükért nemes kazár nőt adott feleségül a türkök első vajdájának, akit Levedinek neveztek, vitézségének nagy híre és nemzetsége fénye miatt, hogy tőle gyermeket szüljön, de a sors úgy akarta, hogy az a Levedi nem nemzett azzal a kazár nővel gyermeket...
(Törzseik közül) első a kazároknak a kabaroktól elszakadt (föllázadt) törzse, a második a Nyék, a harmadik a Megyeri, a negyedik a Kürtgyarmat, ötödik a Tarján, hatodik a Jenő, hetedik a Kér, nyolcadik a Keszi.
A kabarok, és a türkök törzseiről

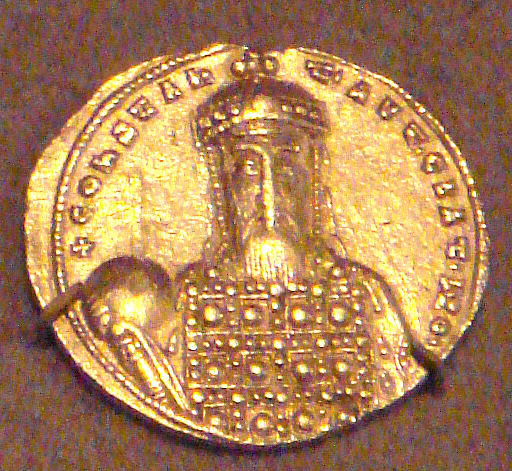
Bíborban született Konstantin arany solidusa

Első a kabaroknak a kazároktól elszakadt, előbb említett törzse, második a Nyekié, harmadik a Megyerié, negyedik a Kürtügyermatué, ötödik a Tarjáné, hatodik Jeneh, hetedik Kérié, nyolcadik Keszié. És így egymással összeolvadván, a kabarok a türkökkel a besenyők földjére telepedtek le. Ezután Leó, a krisztusszerető és dicső császár hívására átkeltek a Dunán, és megtámadván Simeont, teljesen legyőzték, és iramukban egészen Preszlavig hatoltak, bezárván őt Mundraga várába, visszatértek saját földjükre. Abban az időben Liüntika, Árpád fia volt a fejedelmük. Miután azonban Simeon újból kibékült a rómaiak császárával és bátorságban érezte magát, a besenyőkhöz küldött, és megegyezett velük, hogy leverik és megsemmisítik a türköket. És amikor a türkök hadjáratra mentek, a besenyők Simeonnal a türkök ellen jöttek, családjaikat teljesen megsemmisítették és földjük őrzésére hátrahagyott türköket gonoszul kiűzték onnét. 

### A szerbekről és a földről, melyen most laknak
Tudnivaló, hogy a szerbek a kereszteletlen szerbektől származnak, akiket fehéreknek is neveznek, s akik Turkián túl azon a helyen laknak, melyet ők Boíki-nak neveznek, s ahol szomszédos velük Frankország, úgyszintén a fehérnek is nevezett kereszteletlen Nagy Horvátország is; tehát eredetileg ezek a szerbek is ott laktak. (...) A „szerbek” a rómaiak nyelvén „szolgák”-at jelent. (...) Ezt a nevet azért kapták a szerbek, mivel a rómaiak császárának szolgái lettek. (...) A megkeresztelt Szerbiában levő lakott városok: Desztiníkon, Tzernabuszkéi, Mejürétusz, Dreszneík, Leszník, Szalinesz, és Bószona területén Kátera és Desznik.

### A horvátokról és a földről, melyen most laknak
A horvátok, akik most Dalmáciában laknak, a kereszteletlen s a fehéreknek is nevezett horvátoktól származnak, akik Turkíán túl, Frankországhoz közel laknak és a kereszteletlen szerb szlávokkal határosak. A „horvátok” a szlávok nyelvén annyit jelent, mint „sok földet birtokolók”. Ezek a horvátok menekültekként jöttek Herákliosz császárhoz, még mielőtt a szerbek ehhez a Herákliosz császárhoz menekültek volna, abban az időben, amikor az avarok kiűzték onnan a rómaiakat, akiket Diokleciánusz császár Rómából vitt és telepített oda...

## Utóélete
Az európai kultúrkörben a munka Johannes Meursius kiadásai (1611, 1617) alapján vált ismertté, amelynek magyar vonatkozású részeit 1739-ben Kéri Borgia Ferenc tette először közzé.

## Magyarul
- A birodalom kormányzása; ford. Moravcsik Gyula; Lectum, Szeged, 2003
- A birodalom kormányzása; ford. Moravcsik Gyula, tan. Olajos Terézia; Lucidus, Bp., 2003 (Kisebbségkutatás könyvek)